# کوکو براون
کوکو براون (انگلیسی: CoCo Brown؛ زادهٔ ۱۶ سپتامبر ۱۹۷۸) بازیگر پورنوگرافی پیشین اهل ایالات متحده آمریکا است.

## اوایل زندگی
براون در تولیدو، اوهایو زاده شد. وی در دوره راهنمایی همراه با خانواده‌اش به لاس وگاس رفت. او در سن ۱۵ سالگی از خانه فرار کرد و دیگر هیچگاه برنگشت.